# 2014年シンガポールグランプリ
2014年シンガポールグランプリは、2014年のF1世界選手権第14戦として、2014年9月21日にシンガポール市街地コースで開催された。

## 予選

### 展開
ルイス・ハミルトンがポールポジションを獲得。2番手には0.007秒差のロズベルグが続き、セカンドロウにはリカルド、ベッテルのレッドブル勢がつけ、好調フェラーリのアロンソは5番手で、低速コースを苦手とするウィリアムズのマッサも6番手に入り、トップのハミルトンから9位のマグヌッセンまでがコンマ6秒以内の大激戦の予選となった。

### 結果
| Pos.                | No. | ドライバー                 | チーム                         | Q1       | Q2       | Q3       | Grid |
| ------------------- | --- | -------------------------- | ------------------------------ | -------- | -------- | -------- | ---- |
| 1                   | 44  | ルイス・ハミルトン         | メルセデス                     | 1:46.921 | 1:46.287 | 1:45.681 | 1    |
| 2                   | 6   | ニコ・ロズベルグ           | メルセデス                     | 1:47.244 | 1:45.825 | 1:45.688 | 2    |
| 3                   | 3   | ダニエル・リチャルド       | レッドブル・ルノー             | 1:47.488 | 1:46.493 | 1:45.854 | 3    |
| 4                   | 1   | セバスチャン・ベッテル     | レッドブル・ルノー             | 1:47.476 | 1:46.586 | 1:45.902 | 4    |
| 5                   | 14  | フェルナンド・アロンソ     | フェラーリ                     | 1:46.889 | 1:46.328 | 1:45.907 | 5    |
| 6                   | 19  | フェリペ・マッサ           | ウィリアムズ・メルセデス       | 1:47.615 | 1:46.472 | 1:46.000 | 6    |
| 7                   | 7   | キミ・ライコネン           | フェラーリ                     | 1:46.685 | 1:46.359 | 1:46.170 | 7    |
| 8                   | 77  | バルテッリ・ボッタス       | ウィリアムズ・メルセデス       | 1:47.196 | 1:46.622 | 1:46.187 | 8    |
| 9                   | 20  | ケビン・マグヌッセン       | マクラーレン・メルセデス       | 1:47.976 | 1:46.700 | 1:46.250 | 9    |
| 10                  | 26  | ダニール・クビアト         | トロロッソ・ルノー             | 1:47.656 | 1:46.926 | 1:47.362 | 10   |
| 11                  | 22  | ジェンソン・バトン         | マクラーレン・メルセデス       | 1:47.161 | 1:46.943 |          | 11   |
| 12                  | 25  | ジャン＝エリック・ベルニュ | トロロッソ・ルノー             | 1:47.407 | 1:46.989 |          | 12   |
| 13                  | 27  | ニコ・ヒュルケンベルグ     | フォースインディア・メルセデス | 1:47.370 | 1:47.308 |          | 13   |
| 14                  | 21  | エステバン・グティエレス   | ザウバー・フェラーリ           | 1:47.970 | 1:47.333 |          | 14   |
| 15                  | 11  | セルジオ・ペレス           | フォースインディア・メルセデス | 1:48.143 | 1:47.575 |          | 15   |
| 16                  | 8   | ロマン・グロージャン       | ロータス・ルノー               | 1:47.862 | 1:47.812 |          | 16   |
| 17                  | 99  | エイドリアン・スーティル   | ザウバー・フェラーリ           | 1:48.324 |          |          | 17   |
| 18                  | 13  | パストール・マルドナド     | ロータス・ルノー               | 1:49.063 |          |          | 18   |
| 19                  | 17  | ジュール・ビアンキ         | マルシャ・フェラーリ           | 1:49.440 |          |          | 19   |
| 20                  | 10  | 小林可夢偉                 | ケータハム・ルノー             | 1:50.405 |          |          | 20   |
| 21                  | 4   | マックス・チルトン         | マルシャ・フェラーリ           | 1:50.473 |          |          | 21   |
| 22                  | 9   | マーカス・エリクソン       | ケータハム・ルノー             | 1:52.287 |          |          | 22   |
| 107% time: 1:54.152 |     |                            |                                |          |          |          |      |

## 決勝

### 展開
決勝レース前にメルセデスにトラブルが起きた。ロズベルグのマシンがスタートできず、スペアのステアリングと交換してグリッドに並んだが、フォーメーションラップに発進できずにピットスタートとなり、その後もトラブルは修復せずにロズベルグはレース序盤でリタイヤとなってしまう。最大のライバルが脱落したハミルトンは好スタートを決める。しかし、その後ろリチャルドのスタートは悪く、ロズベルグが消えたことで前が空いていたベッテル、好スタートを切ったアロンソに両側から交わされてしまう。トップはハミルトン、それにベッテル、アロンソ、リチャルドが続き、その後ろにはマッサを交わしていたライコネンが上がっていた。ハミルトンとベッテルは序盤はファステストラップを分け合いながらレースを進めていくが、じりじりとハミルトンが差を広げ、23周目にはベッテルに10秒の差をつけた。しかし、31周目にペレスとスーティルの接触によりセーフティカーがコースに導入される。このタイミングで2番手に上がっていたアロンソは3度目のピットインでソフトに交換、ベッテル、リカルドの後ろ4番手でコースに復帰する。トップのハミルトンはステイアウトしたが、スーパーソフトタイヤしか履いておらず、もう一度ピットに入ってソフトに交換する必要があった。レッドブルの2台も2度目のタイヤ交換でソフトタイヤを選択していたことにより、タイヤ消化義務を終えてこのままレースを走り切る賭けに出る。7周ものセーフティカーランのあとレースは再開されると、ハミルトンは2番手ベッテルに対して1周あたり2秒近く速いペースで差をつけ、52周目のピットイン時までに25秒ほどの差をつけた。ハミルトンはベッテルの後ろ2番手でコースに復帰すると、タイヤの履歴を生かしてあっさりと54周目のターン7でオーバーテイクし、トップを奪還。そのままトップチェッカーを受けた。優勝のハミルトンは今季7勝目。ロズベルグがリタイヤしたことにより、スペインGP以来のポイントリーダーに返り咲いた。2位はベッテル。昨年圧倒的な速さを発揮し、過去3勝を上げているシンガポールでシーズンベストの2位表彰台を獲得した。3位はリチャルド。スタートで後退し、さらにはブレーキやパワーユニットのトラブルが断続的に発生したが、そんな中でもマシンをゴールまで導き、表彰台を獲得した。4位はアロンソ。セーフティカー導入のタイミングが悪く、表彰台獲得とはならなかった。5位はマッサ。マシンが不得意とする低速コースだったが、この順位でゴールしている。

### 結果
| Pos. | No. | ドライバー                 | チーム                         | 周回数 | タイム/リタイア | Grid | Pts. |
| ---- | --- | -------------------------- | ------------------------------ | ------ | --------------- | ---- | ---- |
| 1    | 44  | ルイス・ハミルトン         | メルセデス                     | 60     | 2:00:04.795     | 1    | 25   |
| 2    | 1   | セバスチャン・ベッテル     | レッドブル・ルノー             | 60     | +13.534         | 4    | 18   |
| 3    | 3   | ダニエル・リチャルド       | レッドブル・ルノー             | 60     | +14.273         | 3    | 15   |
| 4    | 14  | フェルナンド・アロンソ     | フェラーリ                     | 60     | +15.389         | 5    | 12   |
| 5    | 19  | フェリペ・マッサ           | ウィリアムズ・メルセデス       | 60     | +42.161         | 6    | 10   |
| 6    | 25  | ジャン＝エリック・ベルニュ | トロロッソ・ルノー             | 60     | +56.801         | 12   | 8    |
| 7    | 11  | セルジオ・ペレス           | フォースインディア・メルセデス | 60     | +59.038         | 15   | 6    |
| 8    | 7   | キミ・ライコネン           | フェラーリ                     | 60     | +1:00.641       | 7    | 4    |
| 9    | 27  | ニコ・ヒュルケンベルグ     | フォースインディア・メルセデス | 60     | +1:01.661       | 13   | 2    |
| 10   | 20  | ケビン・マグヌッセン       | マクラーレン・メルセデス       | 60     | +1:02.230       | 9    | 1    |
| 11   | 77  | バルテッリ・ボッタス       | ウィリアムズ・メルセデス       | 60     | +1:05.065       | 8    |      |
| 12   | 13  | パストール・マルドナド     | ロータス・ルノー               | 60     | +1:06.915       | 18   |      |
| 13   | 8   | ロマン・グロージャン       | ロータス・ルノー               | 60     | +1:08.029       | 16   |      |
| 14   | 26  | ダニール・クビアト         | トロロッソ・ルノー             | 60     | +1:12.008       | 10   |      |
| 15   | 9   | マーカス・エリクソン       | ケータハム・ルノー             | 60     | +1:34.188       | 22   |      |
| 16   | 17  | ジュール・ビアンキ         | マルシャ・フェラーリ           | 60     | +1:34.543       | 19   |      |
| 17   | 4   | マックス・チルトン         | マルシャ・フェラーリ           | 59     | +1 Lap          | 21   |      |
| Ret  | 22  | ジェンソン・バトン         | マクラーレン・メルセデス       | 52     | パワーボックス  | 11   |      |
| Ret  | 99  | エイドリアン・スーティル   | ザウバー・フェラーリ           | 40     | 水漏れ          | 17   |      |
| Ret  | 21  | エステバン・グティエレス   | ザウバー・フェラーリ           | 17     | 電気系          | 14   |      |
| Ret  | 6   | ニコ・ロズベルグ           | メルセデス                     | 13     | 配線異物混入    | PL   |      |
| DNS  | 10  | 小林可夢偉                 | ケータハム・ルノー             | 0      | パワーユニット  | –    |      |

- 2時間ルール適用により60周で終了[3]
- No.25は大幅なコース外走行をしたため5秒加算ペナルティ[3]

ラップリーダー
- ルイス・ハミルトン(1-26,28-52,54-60)
- ダニエル・リチャルド(27)
- セバスチャン・ベッテル(53)

## 第14戦終了時点でのランキング
|   | 順位 | ドライバー             | ポイント |
| - | ---- | ---------------------- | -------- |
| 1 | 1    | ルイス・ハミルトン     | 241      |
| 1 | 2    | ニコ・ロズベルグ       | 238      |
|   | 3    | ダニエル・リカルド     | 181      |
| 1 | 4    | フェルナンド・アロンソ | 133      |
| 1 | 5    | セバスチャン・ベッテル | 124      |

|   | 順位 | コンストラクター                | ポイント |
| - | ---- | ------------------------------- | -------- |
|   | 1    | メルセデス                      | 479      |
|   | 2    | レッドブル-ルノー               | 305      |
|   | 3    | ウィリアムズ-メルセデス         | 187      |
|   | 4    | フェラーリ                      | 178      |
| 1 | 5    | フォース・インディア-メルセデス | 117      |